# St. Fabian und St. Sebastian (Großsachsenheim)

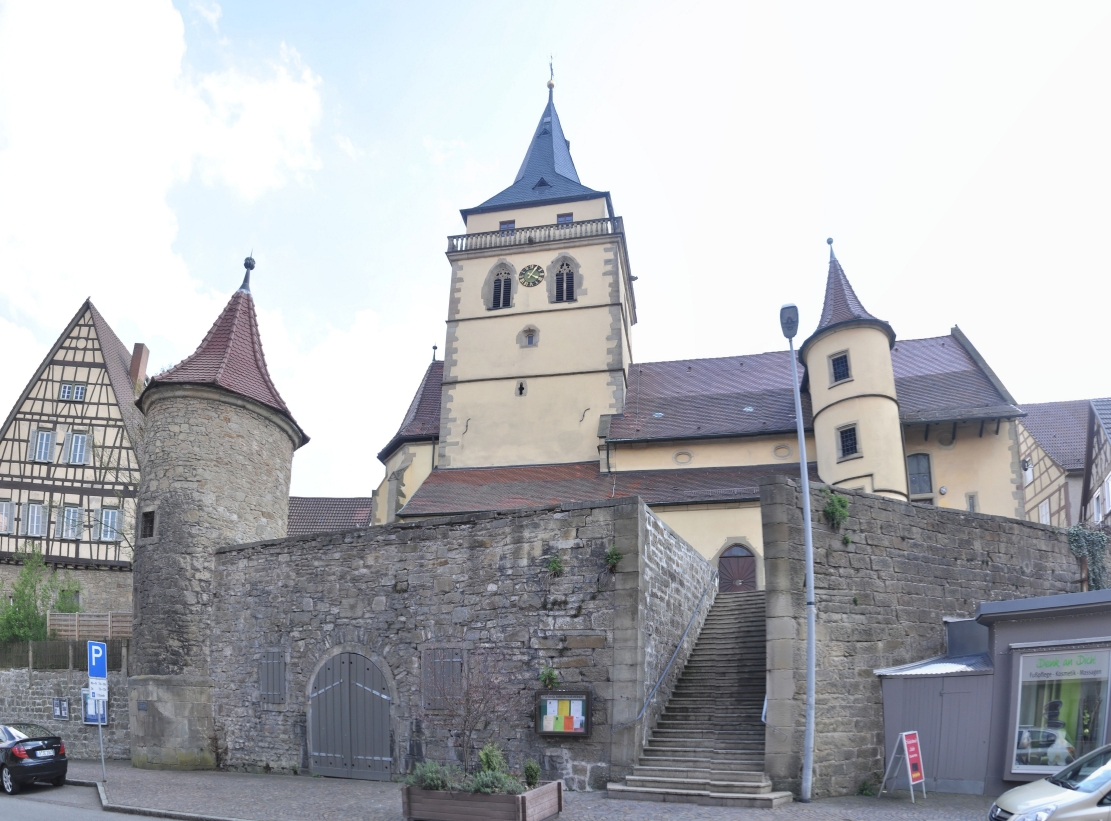
Wehrkirche St. Fabian und Sebastian

Die evangelische Wehrkirche St. Fabian und St. Sebastian (auch Stadtkirche Sachsenheim genannt) ist ein Bauwerk in Sachsenheim im Landkreis Ludwigsburg und gehört zum Kirchenbezirk Vaihingen-Ditzingen der Evangelischen Landeskirche in Württemberg. Die Kirche ist die einzige in Württemberg, die zu ehren der Heiligen Fabian und Sebastian geweiht wurde.

## Baugeschichte

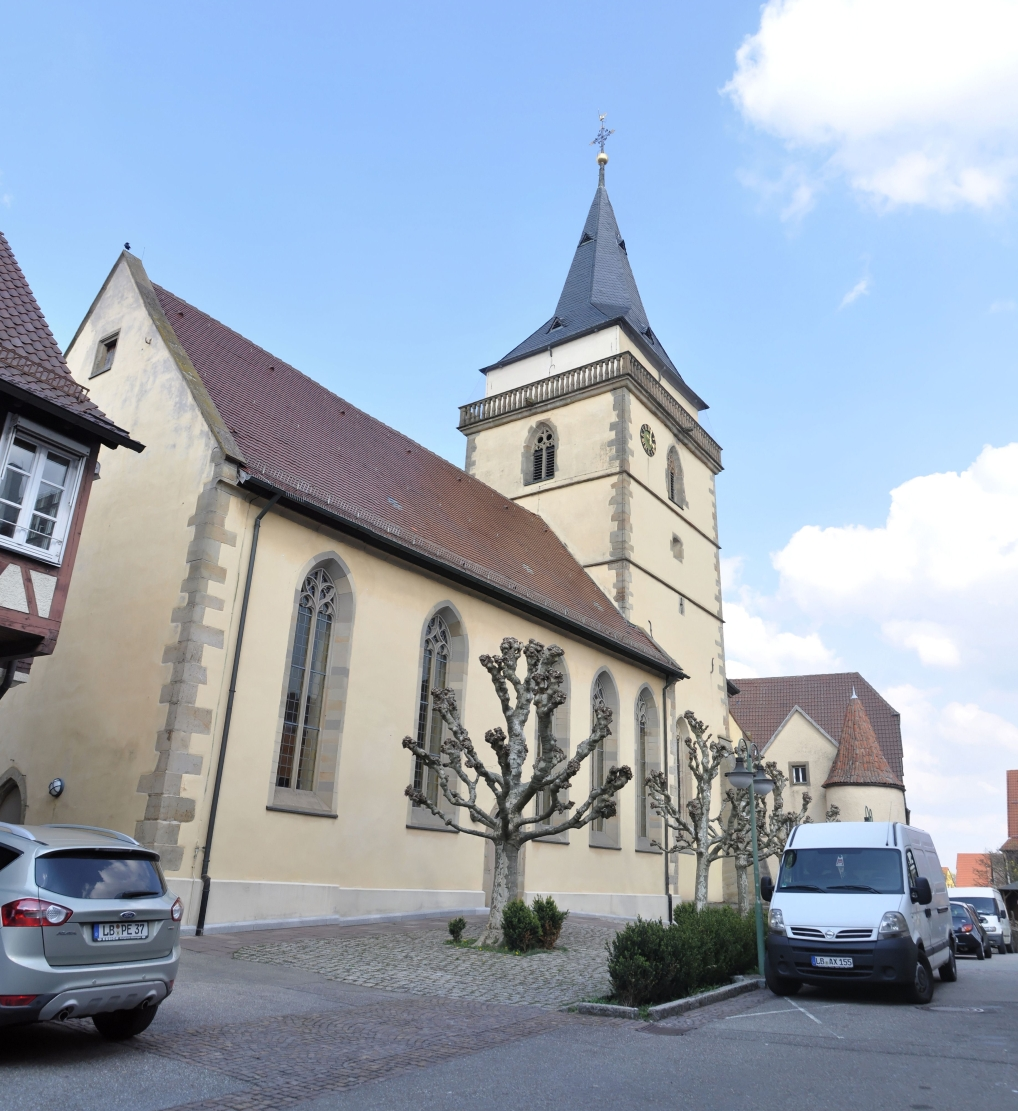
Seitenansicht

Die Ursprünge des Kirchengebäudes reichen bis ins frühe 13. Jahrhundert zurück, als zwischen etwa 1200 und 1250 ein erster zweigeschossiger Chorturm errichtet wurde. Diese erste Steinkirche diente auch als Wehrkirche und bot Schutz in unruhigen Zeiten. Die erste urkundliche Erwähnung der Kirche stammt vom 24. Juli 1265 und nennt einen Dekan Hernid von St. German. Am 15. Mai 1291 wechselte das Patronatsrecht der Kirche vom Kloster Weißenburg auf Markgraf Hermann von Baden.
1484 wurde der gotische Chorraum fertiggestellt. Damals existierten bereits zwei Wehrtürme, eine Wehrmauer sowie ein Wehrgang um den Friedhof. Vier farbig gestaltete Schlusssteine schmücken das Netzgewölbe des Chorraums: das Wappen Württembergs (mit den Fischen von Mömpelgard), Darstellungen des Heiligen Fabian und des Heiligen Sebastian sowie eine Darstellung der Muttergottes mit dem Jesuskind.
Die Reformation erreichte Großsachsenheim frühzeitig. Bereits 1525 wurde von den Herren von Sachsenheim das klare Predigen des Evangeliums verlangt. Nach 1530 kam es zu einer engeren Verbindung mit dem württembergischen Reformator Johannes Brenz. Die Pfarrer Wendel Stier und Johannes Pfeffinger führten die neuen Lehren in der Gemeinde ein. Ab 1562 wurden unter Pfarrer Abraham Manne Kirchenbücher wie das Taufregister eingeführt, während unter seinem Nachfolger Michael Kneer auch das Ehebuch entstand.
Die Pestjahre 1578 und 1596/97 trafen die Gemeinde schwer.
1600 erhielt der Kirchturm ein viertes Stockwerk mit spätgotischem Maßwerk, Türmerstube und Balustraden. Vier Wasserspeier leiten dort das Regenwasser ab. 1659 wurde eine Kirchturmuhr eingebaut. 1767 wurde das Turmdach repariert und der Turm neu verputzt. 1783 wurde wegen statischer Probleme ein Stützpfeiler an der Südseite des Turms angebracht. 1818 brannte nach einem Blitzschlag die Turmspitze ab, worauf 1895 ein Blitzableiter installiert wurde. Weitere Renovierungen des Daches fanden 1834 und 1878 statt.
Große Renovierungen der Stadtkirche fanden 1953–1955 (Innenraum) und 1982–1984 (Außenbereich) statt. Eine weitere umfassende Innenrenovierung erfolgte 2004.

## Ausstattung
In der Kirche befindet sich die Kopie der Statue des "Betenden Ritters" von 1501, die Hermann von Sachsenheim darstellt, das Original befindet sich im Chor der Stiftskirche Stuttgart. Ein auf Holz gemalter Totenschild für Jörg von Sachsenheim mit schrägstehendem Sachsenheimer Wappen von 1508 sowie der bemalte Epitaph für Pfarrer Kneer und seine Familie, ebenso wie die erhaltenen Grabmäler von Mitgliedern der Familie von Sachsenheim, darunter Reinhard und Margarete von Sachsenheim sowie Hans Melchior und Margaretha von Sachsenheim (geborene von Venningen) erinnern an historisch bedeutende Großsachsenheimer Familien. Die Epitaphien zeigen Renaissance- und Frühbarockelemente, wie gedrehte Säulen, Palmettengirlanden und figürliche Darstellungen.

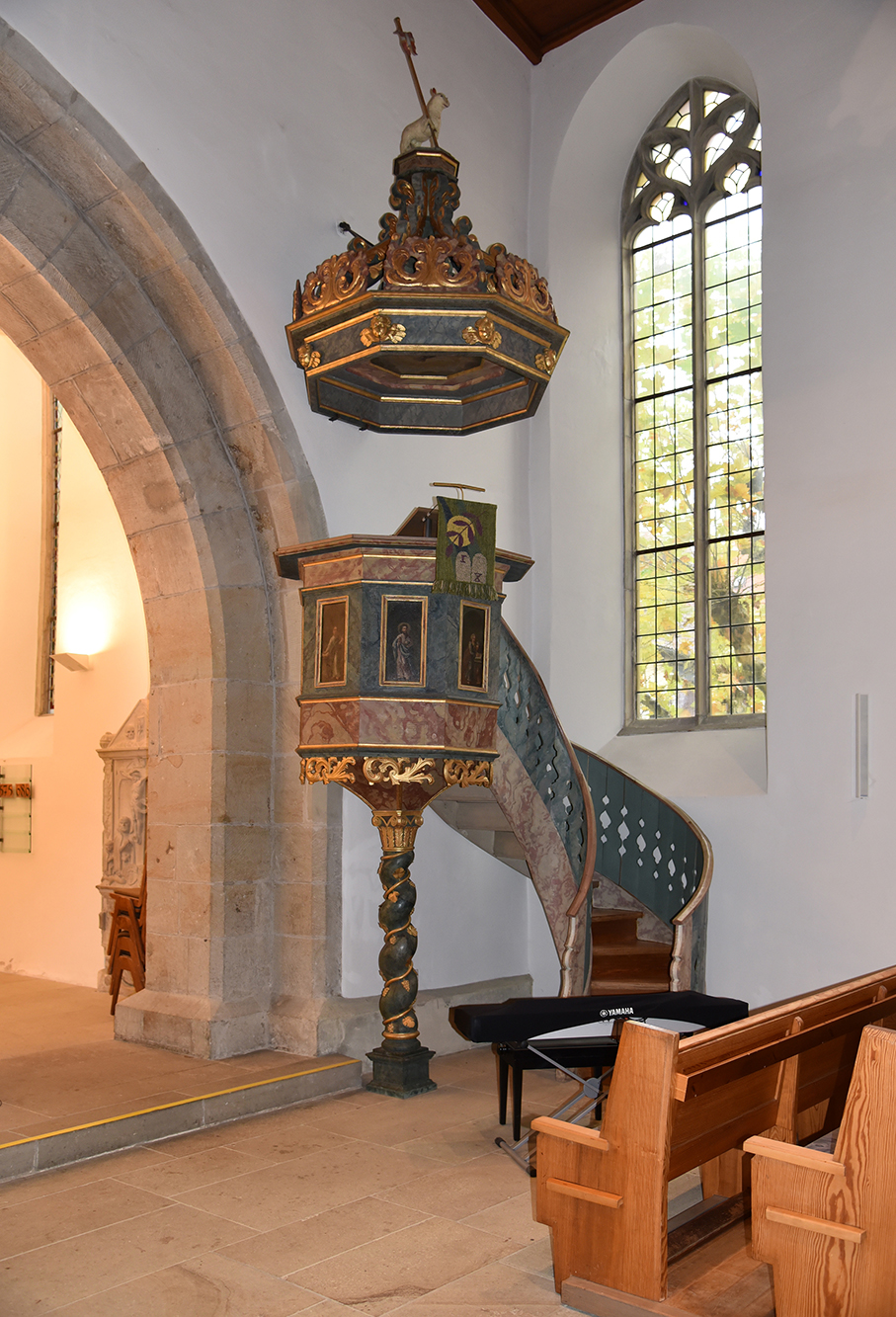
Kanzel aus dem 18. Jahrhundert

Die reich gestaltete barocke Predigtkanzel stammt aus dem frühen 18. Jahrhundert, ihr Kanzeldeckel wurde 1767 vergoldet.

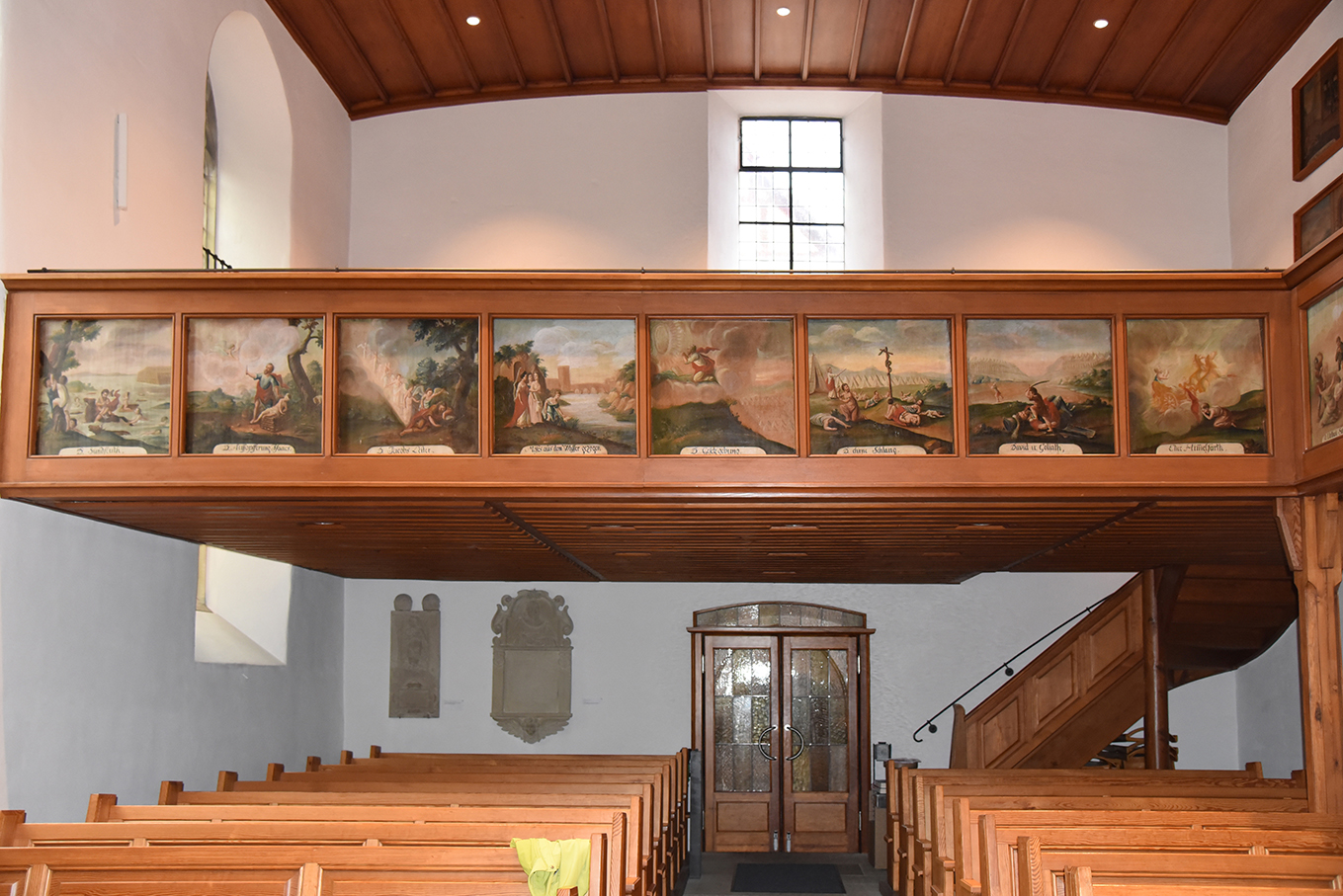
Gemälde an der Empore

An den Emporen befinden sich 20 erhaltene Bildtafeln, die zwischen 1768 und 1769 vom Barockmaler Ihlen geschaffen wurden. Sie zeigen Szenen aus dem Alten und Neuen Testament.

### Glocken

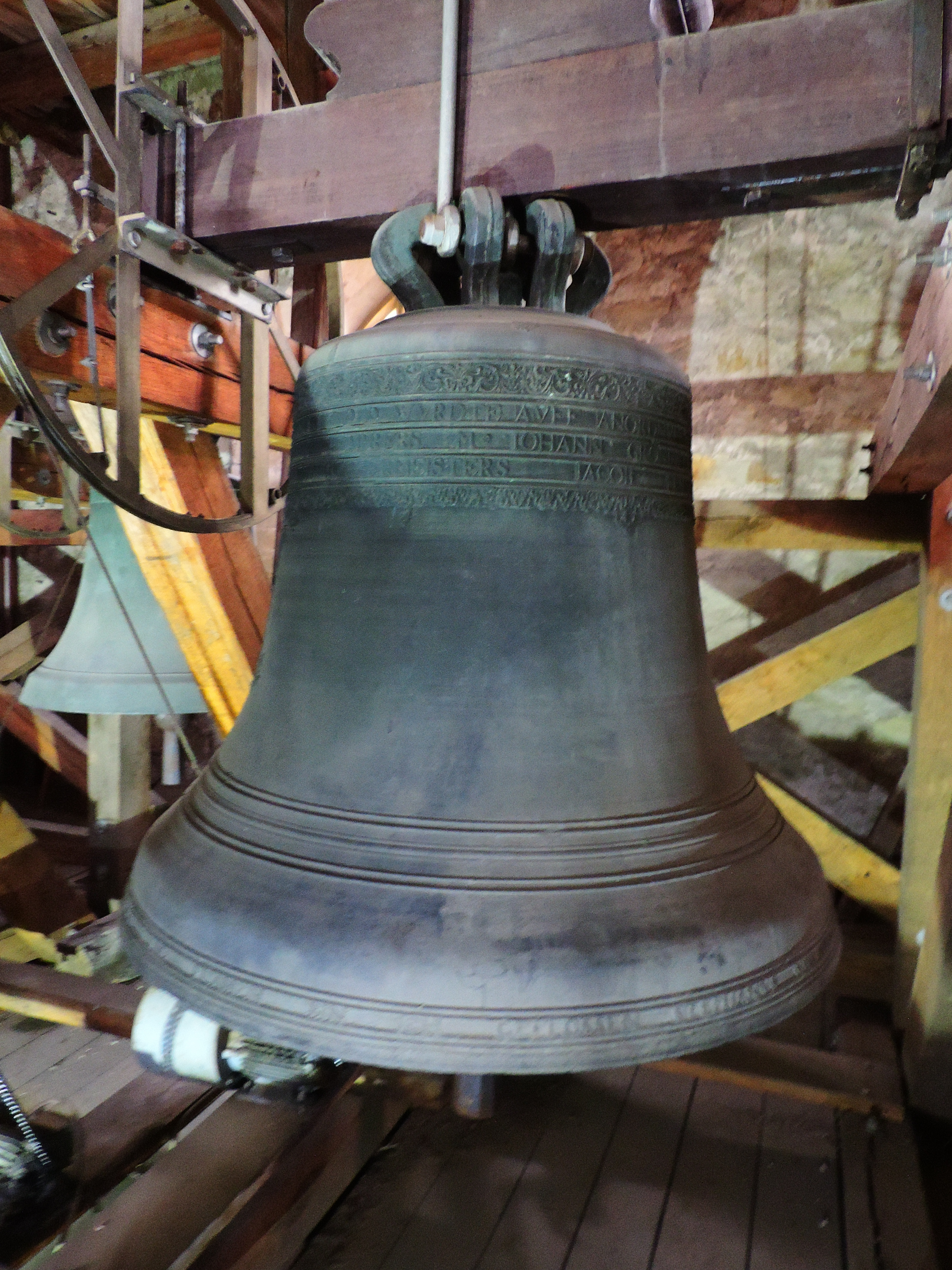
Die 1699 gegossene Kreuz-/Schiedglocke

Am 30. Januar 1567 wurden von dem Vahinger Schlosser Hans Greiner drei Glocken im Glockenstuhl in Sachsenheim angebracht. 1661 verließ der damalige Pfarrer Sartor die Gemeinde, da die Glocken zu oft geläutet würden und er nie wüsste, ob Kirche sei oder nicht. Am 4. Juli 1670 wurde eine neue Glocke vom Zeughaus aus Stuttgart erworben, der damalige Zeughausbesitzer bekam im Tausch als Geschenk ein „Zehn-Pfund-Häfele Schmalz“. 
1688 wurden im Zuge der Französischen Besatzung im Pfälzischen Erbfolgekrieg alle Glocken eingezogen.
Als Ersatz wurde 1699 die heute noch erhaltene Kreuz-/Schiedglocke gegossen.
1700 wurde das Schul-/Leichenglöckle gegossen, 1703 noch eine weitere Glocke von Johann Thomas Schenck mit dem Schlagton c″, die von Herzogin Johanna Elisabeth gestiftet wurde. 1889 zersprang das Schul-/Leichenglöckle, als Ersatz wurde 1890 von Heinrich Kurtz eine neue Glocke mit dem Schlagton f'' gegossen, sie hatte die Inschrift "Glaube, Liebe, Hoffnung".

Am 11. Juni 1917 mussten aufgrund des Ersten Weltkriegs die beiden Glocken von 1703 und 1890 als Metallspende des deutschen Volkes abgeliefert werden. Die 1699 gegossene Kreuz-/Schiedglocke durfte aufgrund ihres historischen Wertes bleiben. Zum Stundenschlag wurden zwei Eisenbahnschienen im Turm aufgehängt.
Am 1. November 1920 wurden dann zwei neue Glocken von der Firma Kurtz als Ersatz gegossen, sie hatten die Schlagtöne b″ und d″. Am 1. Februar 1941 wurden beide 1920 gegossenen Glocken wieder abgeholt und kurz darauf für Kriegszwecke eingeschmolzen. 
1951 wurden als Ersatz zwei neue Glocken angeschafft. 1983 wurde beschlossen, noch eine Glocke mit dem Schlagton e′ zu beschaffen, um die Choralmelodie „Gott rufet noch“ zu vervollständigen. Dabei wurden der Glockenstuhl erneuert und neue Läutemaschinen angeschafft.
| Nr. | Name                | Gussjahr | Gießer                      | Gewicht | Schlagton | Inschrift |
| --- | ------------------- | -------- | --------------------------- | ------- | --------- | --- |
| 1   | Betglocke           | 1983     | Rincker                     | 1200 kg | e′+8      | „Gott rufet noch!“ „In memorain Friedrich Kienle 1900–1982“ |
| 2   | Kreuz-/Schiedglocke | 1699     | Stephan und Nikolaus Arnolt | 600 kg  | g′+6      | „Anno 1699 wurde auff Anordnung Herrn Vogten zu Sachsenheim Jacob Bernhard Sprengers, Herrn Pfarrers M. Gröningers, Amtspflegers Hanns Michel Vatters und Bürgermeisters Jacob Friderich Sibers dise Glockhen gegossen“ „Durch Feuer und Flammen bin ich geflossen. Stefanus und Nikolaus Arnolt und Petrus Bernhart gebürtig aus Lotharingen haben mich gegossen. Anoo 1699.“ |
| 3   | Vaterunserglocke    | 1951     | Kurtz                       | 467 kg  | a′+5      | „Lobsinget Gott, lobsinget unserem König!“ |
| 4   | Taufglocke          | 1951     | Kurtz                       | 321 kg  | h′+2      | „Verleih uns Frieden gnädiglich!“ |